# Cantonul Bourbourg
Cantonul Bourbourg este un canton din arondismentul Dunkerque, departamentul Nord, regiunea Nord-Pas-de-Calais, Franța.

## Comune
- Bourbourg (reședință)
- Broekkerke (Brouckerque)
- Drinkam (Drincham)
- Holke (Holque)
- Kapellebroek (Cappelle-Brouck)
- Loberge (Looberghe)
- Millam
- Sint-Momelijn (Saint-Momelin)
- Sint-Pietersbroek (Saint-Pierre-Brouck)
- Spijker (Spycker)
- Waten (Watten)
- Wulverdinge (Wulverdinghe)